# Sunred Engineering
Sunred Engineering (zapis stylizowany: SUNRED Engineering) – hiszpański zespół wyścigowy założony w 2004 roku. Nazwa jest skrótem Sun Race Engineering Development S.L.. Ekipa wystawia samochody startujące w wyścigach samochodów turystycznych, gdzie współpracuje z SEATem. W pierwszych latach ekipa startowała w wybranych wyścigach GT, gdzie używano samochodu SEAT Cupra GT. W 2008 roku zadebiutowała w World Touring Car Championship, gdzie rok później Tom Coronel w samochodzie SEAT León TSFI zwyciężył klasyfikację kierowców niezależnych. Zespół był najlepszy w klasyfikacji WTCC Teams' Trophy. W 2010 roku zespół stał się oficjalną ekipą fabryczną SEATa. Poza World Touring Car Championship ekipa pojawiała się także w stawce FIA GT1 World Championship, European Touring Car Cup, International GT Open, FIA GT Series, SEAT León Eurocup, Mini Challenge, 24H Quadis BCN oraz Spanish GT Championship.